# Madden NFL 11
Madden NFL 11 es un videojuego de fútbol americano basado en la National Football League, publicado por EA Sports y desarrollado por EA Tiburon. Es la 22ª entrega anual de la franquicia de videojuegos Madden NFL más vendida. Fue lanzado en 2010 para las plataformas PlayStation 3, PlayStation 2, Wii, Xbox 360, PlayStation Portable, BlackBerry e iOS. Las demostraciones de PS3 y Xbox 360 se lanzaron el 27 de julio de 2010.

## Características
La entrega de 2010 de la serie Madden NFL destacó nuevas características, como un sistema de llamadas de juego titulado "GameFlow", un nuevo modo de juego titulado "Juego en equipo en línea" y una variedad de otras características. El juego fue anunciado como "Más simple, más rápido y más profundo" que las versiones anteriores del juego. El modo superestrella de la versión de Wii se eliminó de esta entrega de Madden.
"GameFlow" permite al jugador crear un plan de juego situacional basado en la caída y la situación, y se anuncia que acelera el tiempo de juego hasta la mitad del tiempo total de juego de años anteriores de "Madden". Otra adición es "Juego en equipo en línea", que admite el juego cooperativo 3 contra 3. Los jugadores también pueden explorar oponentes en juegos cara a cara en línea para obtener una ventaja competitiva. Otros cambios con respecto a entregas anteriores incluyen un nuevo medidor de patadas, un nuevo sistema audible y un sistema de animación de locomoción mejorado. También se han agregado al juego mejoras de iluminación, cambios en el bloqueo de carreras, nuevas calificaciones de mariscal de campo y una nueva calificación de "Swagger" de Old Spice. Gus Johnson hace los comentarios de transmisión jugada por jugada, reemplazando a Tom Hammond. Un crítico señaló que la "inclinación de Johnson por lo dramático en la vida real lo mantiene al borde de su asiento cuando dobla la esquina para un sprint RB o lanza un Ave María desesperada". Cris Collinsworth regresa como comentarista de colores de ediciones anteriores.
"Madden Ultimate Team": Madden Ultimate Team es un modo de juego descargable lanzado el 7 de enero de 2011. En este modo, los usuarios pueden crear un equipo comprando paquetes de jugador. Estos paquetes se compran con monedas que se obtienen al ganar un juego, marcar un touchdown, etc. También se pueden comprar con dinero real a través de las cuentas de PlayStation Network o Xbox Live del usuario. A medida que el usuario gana más monedas, puede comprar mejores paquetes de jugadores y, finalmente, construir su "Ultimate Team".
Este modo ha recibido algunos comentarios negativos con respecto a los 'Contratos de jugador' que se adjuntan a cada 'Tarjeta de jugador'. Cuando se compran, las 'Tarjetas de jugador' tienen un contrato de 10 partidos; esto se reduce en 1 en cada juego (incluso si se debe a una desconexión). Cuando un contrato de 'Tarjeta de jugador' llega a cero, no puedes usar a ese jugador en tu equipo hasta que repongas su contrato. La reposición de un contrato en una 'Tarjeta de jugador' se realiza mediante una tarjeta de contrato que se compra con monedas. Por tanto, es extremadamente difícil mantener un buen equipo "en contrato" sin gastar dinero real. También es posible estar en una posición en la que tenga una cantidad baja de monedas y no haya suficientes jugadores para jugar siquiera a 'Madden Ultimate Team', a menos que desee gastar dinero real por más monedas. Para comprar tarjetas de contrato para reponer los contratos de sus jugadores, o para comprar nuevos paquetes, para intentar llenar las posiciones vacías del equipo que le impiden jugar el modo.

## Portada
Por primera vez en la serie, los fanáticos tuvieron la oportunidad de votar por quién aparecería en la portada de Madden NFL 11. Las opciones fueron Alex Smith, mariscal de campo de los San Francisco 49ers; Drew Brees, mariscal de campo de los New Orleans Saints; Jared Allen, ala defensiva de los Minnesota Vikings; y Reggie Wayne, receptor abierto de los Indianapolis Colts. Drew Brees obtuvo la mayor cantidad de votos y se convirtió en el atleta de portada.

## Demostración
Una demostración del juego, con un juego entre los Indianapolis Colts y los New York Jets, fue lanzada el 27 de julio de 2010.

## Marketing
En agosto de 2010, Time Warner anunció que ofrecería una copia de Madden NFL 11 y un DVD Making of Madden NFL gratis con una suscripción paga a Sports Illustrated. Una oferta similar estuvo disponible en 2009 con el lanzamiento de Madden NFL 10.

## Recepción
El juego tuvo una acogida positiva. GameRankings y Metacritic le dieron una puntuación de 85,71% y 84 sobre 100 para la versión Xbox 360; 85,40% y 83 sobre 100 para la versión PlayStation 3; 79% y 78 sobre 100 para la versión iPhone; 77 de 100 para la versión iPad; y 76,50% y 75 sobre 100 para la versión de Wii.
GamePro le dio a la versión Xbox 360 una puntuación de cuatro estrellas y media de cinco y dijo que "los jugadores incondicionales de Madden pueden no apreciar todos los cambios, pero aquellos de nosotros que somos fanáticos más casuales tenemos mucho que gustar". El mismo sitio web, sin embargo, le dio a la versión de iPhone cuatro estrellas de cinco y dijo: "Todo, desde los 22 jugadores en pantalla hasta el estadio en el que se están enfrentando, se ve genial, y por primera vez sentí que yo no estaba jugando una experiencia de fútbol comprometida o degradada a pesar de las limitaciones de la plataforma del iPhone ".
The Escapist le dio a la versión Xbox 360 las cinco estrellas y dijo: "Entré en este juego como un escéptico. Madden NFL 11 me hizo un creyente". The A.V. Club le dio a la misma versión una B + y dijo que "ofrece un refrescante cambio de ritmo, lo que lo convierte en un buen punto de entrada para los recién llegados y permite a los veteranos obsesionados con las estadísticas la oportunidad de quitar algunas de las capas agregadas en los últimos años". Sin embargo, The Daily Telegraph le dio a la misma versión una puntuación de ocho sobre diez y dijo: "Lo que me he llevado de mi tiempo con NFL 11 es una nueva apreciación del deporte en sí. Es algo realmente estimulante".